# William Lambe (médecin)
William Lambe (26 février 1765 - 11 juin 1847) est un médecin britannique et un des premiers militants du véganisme. Il est décrit comme un pionnier de la nutrition végétalienne.

## Biographie
Il est né à Warwick, fils de Lacon Lambe, un avocat de Hereford. Il fait ses études à la Hereford Grammar School, où il est préfet en chef, et au St John's College de Cambridge, diplômé d'un bachelor (comme quatrième major) en 1786, d'un master en 1789 et d'un doctorat en 1802. Il est admis membre de son collège le 11 mars 1788.
En 1790, il reprend le cabinet d'un ami de Warwick et publie la même année ses « Analyses de l'eau de Leamington ». Ses résultats d'un examen chimique approfondi de ces eaux sont publiés dans le cinquième volume des « Transactions » de la Philosophical Society of Manchester. S'installant à Londres vers 1800, Lambe est admis membre du College of Physicians en 1804, devenant censeur (examinateur) et prononçant la conférence croonienne à plusieurs reprises entre 1806 et 1828 et l'oraison de Harveian en 1818.
Son cabinet à Londres est à King's (maintenant Theobald's) Road, Bedford Row, où il se rend trois fois par semaine. Beaucoup de ses patients sont des personnes nécessiteuses, dont il n'accepte aucun honoraire. Il se retire de la pratique médicale vers 1840.
Il est mort le 11 juin 1847 à Dilwyn, Herefordshire, et y est enterré dans le caveau familial du cimetière. Son fils, William Lacon Lambe, étudie également la médecine et obtient son master en 1820 au Caius College de Cambridge.

## Végétarisme

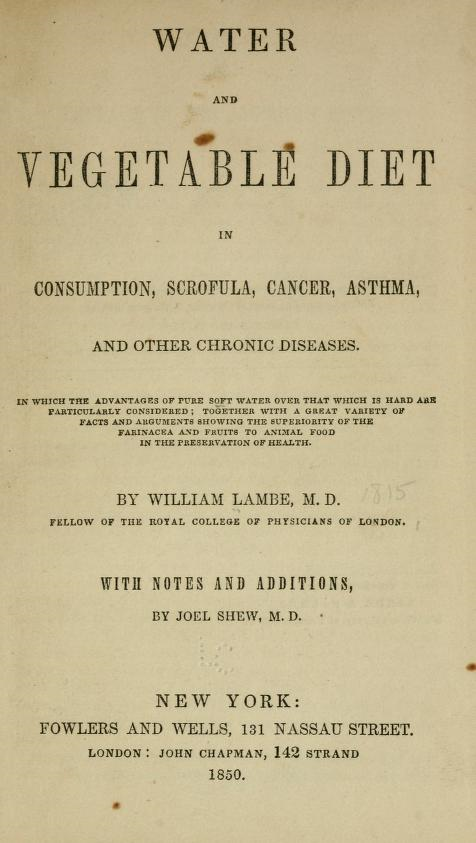
Eau et Régime Végétal, édition 1850

Lambe est considéré comme un excentrique par ses contemporains, principalement au motif qu'il est un végétarien strict, mais pas fanatique, et que sa prescription préférée est l'eau filtrée.
Lambe souffre de diverses maladies chroniques, il abandonne donc la nourriture animale en 1806 et adopte un régime de légumes et d'eau distillée. Sa santé s'améliore alors il continue le régime sur une base permanente. Lambe essaie le régime sur plusieurs de ses patients et publie les résultats dans un livre en 1815. En 1816 est publiée une critique approfondie du livre de Lambe dans The Medico-Chirurgical Journal and Review. Lambe convertit son patient John Frank Newton au végétarisme.
Lambe pense que l'eau distillée et un régime végétarien peuvent guérir presque toutes les maladies connues, y compris le cancer,. Lambe a un régime très simple. Au petit déjeuner, il mange du Pain avec des fruits ou de la salade. Son déjeuner se compose de légumes, d'une tarte, souvent d'une boulette d'oignons. Pour le dîner, il mange la même chose que son petit déjeuner. Lambe ne boit ni café ni thé et marche toujours, peu importe le temps qu'il fait. Comme Lambe ne consommait pas de produits laitiers ou carnés, il a été décrit comme un "pionnier du véganisme ".
Les idées de Lambe ne sont pas populaires parmi la communauté médicale de son époque. En 1843, Jonathan Pereira commente que Lambe "a gagné peu, voire pas de prosélytes à ses opinions et à sa pratique".
Lambe influence le mouvement végétarien au Royaume-Uni. Dans The Ethics of Diet, 1833, Howard Williams conclut que « le Dr Lambe occupe une position éminente dans la littérature médicale du végétarisme, et il partage avec son prédécesseur, le Dr Cheyne, l'honneur d'être le fondateur de la diététique scientifique dans ce pays." .
En 1873, l'inspecteur général Edward Hare écrit une biographie de Lambe.

## Œuvres
Lambe a publié un certain nombre d'ouvrages écrits, notamment:
- Recherches sur les propriétés de l'eau de source, avec précautions médicales contre l'utilisation du plomb dans les conduites d'eau, les pompes, les citernes, etc., 1803, 8vo.
- Une enquête médicale et expérimentale sur l'origine, les symptômes et la guérison des maladies constitutionnelles, en particulier la scrofule, la phtisie, le cancer et la goutte, 1805, 8vo ; réédité, avec des notes et des ajouts par Joel Shew, New York, 1854.
- Rapports sur les effets d'un régime particulier sur les tumeurs scirrheuses et les ulcères cancéreux, 1809, 8vo. L'exemplaire du British Museum contient une lettre manuscrite de l'auteur à Lord Erskine, et quelques remarques sur l'œuvre de ce dernier.
- Rapports supplémentaires sur les effets d'un régime particulier, etc., Londres, 1815, 8vo. Des extraits de ces deux ouvrages, avec une préface et des notes par E. Hare, et écrits dans le style phonographique correspondant par I. Pitman, ont été publiés à Bath en 1869, 12mo.
- Une enquête sur les propriétés de Thames Water, Londres, 1828, 8vo.
- Régime hydrique et végétal dans la consommation, scrofule, cancer, asthme et autres maladies chroniques, avec notes et ajouts, par Joel Shew, MD, New York: Fowlers and Wells, 1854.